# Forza Horizon 3
Forza Horizon 3 – komputerowa gra wyścigowa o otwartym świecie stworzona przez brytyjskie studio Playground Games. Akcja gry została osadzona w Australii.

## Rozgrywka
Forza Horizon 3 oddaje do dyspozycji gracza otwarty świat zawierający wirtualne reprezentacje Surfers Paradise, Zatoki Byrona oraz innych miejsc. Gracz wciela się w rolę organizatora festiwalu. Celem gry jest pozyskanie jak największej liczby fanów, by była to największa i najlepsza tego typu impreza na świecie. W grze jest ponad 350 licencjonowanych samochodów do wyboru.

## Odbiór
Redaktor serwisu GRY-OnLine, Dariusz Matusiak, pozytywnie ocenił grę, przyznając jej 9,5 na 10 punktów. Pochwalił ponad 350 samochodów, zróżnicowaną mapę Australii, zawody pokazowe, możliwość wgrania własnej muzyki w radiu, oprawę graficzną i dom aukcyjny, natomiast skrytykował za przeszkadzający, lewostronny ruch uliczny oraz dziesiątki tablic rabatów dla podróżujących. Dodatkowo gra uzyskała rekomendację serwisu.